# FIBA European Champions Cup 1964-1965
La Coppa dei Campioni 1964-1965 di pallacanestro venne vinta per il secondo anno consecutivo dagli spagnoli del Real Madrid sui sovietici del CSKA Mosca.

## Turno di qualificazione
| Team #1                   | Agg.      | Team #2              | Andata | Ritorno |
| ------------------------- | --------- | -------------------- | ------ | ------- |
| Íþróttafélag Reykjavíkur  | 134 - 64  | Celtic Belfast       | 71-17  | 63-47   |
| University of London      | 106 - 165 | ASVEL Villeurbanne   | 66-74  | 40-91   |
| Alemannia Aachen          | 117 - 153 | Honvéd               | 51-70  | 66-83   |
| FAR Rabat                 | 134 - 211 | Ignis Varese         | 76-99  | 58-112  |
| Etzella Ettelbruck        | 104 - 179 | Antwerpse            | 52-80  | 52-99   |
| Maccabi Tel Aviv          | 127 - 131 | AEK Atene            | 74-67  | 53-64   |
| Alvik Stoccolma           | 155 - 149 | The Wolves Amsterdam | 82-84  | 73-65   |
| Handelsministerium Vienna | 135 - 135 | Chemie Halle         | 76-63  | 59-72   |
| Galatasaray Istanbul      | 126 - 161 | Lokomotiv Sofia      | 53-70  | 73-91   |
| Kisa-Toverit Helsinki     | 205 - 115 | Gladsaxe Copenhagen  | 127-53 | 78-62   |

## Ottavi di finale
| Team #1                  | Agg.      | Team #2            | Andata  | Ritorno |
| ------------------------ | --------- | ------------------ | ------- | ------- |
| Honvéd                   | 140 - 141 | Ignis Varese       | 84-74   | 56-67   |
| Íþróttafélag Reykjavíkur | 61 - 158  | ASVEL Villeurbanne | 42-74   | 19-84   |
| Antwerpse                | 141 - 157 | AEK Atene          | 71-72   | 70-85   |
| Alvik Stoccolma          | 147 - 291 | OKK Belgrado       | 90-136  | 57-155  |
| Chemie Halle             | 142 - 155 | Spartak Brno       | 76-82   | 66-73   |
| Lokomotiv Sofia          | 133 - 143 | Wisła Cracovia     | 79-61   | 54-82   |
| Kisa-Toverit Helsinki    | 151 - 206 | Real Madrid        | 100-109 | 51-97   |

## Quarti di finale
| Team #1            | Agg.      | Team #2      | Andata | Ritorno |
| ------------------ | --------- | ------------ | ------ | ------- |
| ASVEL Villeurbanne | 130 - 167 | Real Madrid  | 65-83  | 65-84   |
| AEK Atene          | 169 - 179 | OKK Belgrado | 85-78  | 84-101  |
| Ignis Varese       | 157 - 156 | Spartak Brno | 90-84  | 67-72   |
| Wisła Cracovia     | 122 - 162 | CSKA Mosca   | 62-68  | 60-94   |

## Semifinali
| Team #1      | Agg.      | Team #2      | Andata | Ritorno |
| ------------ | --------- | ------------ | ------ | ------- |
| Real Madrid  | 180 - 174 | OKK Belgrado | 84-61  | 96-113  |
| Ignis Varese | 124 - 127 | CSKA Mosca   | 57-58  | 67-69   |

## Finale
| Team #1    | Agg.      | Team #2     | Andata | Ritorno |
| ---------- | --------- | ----------- | ------ | ------- |
| CSKA Mosca | 150 - 157 | Real Madrid | 88-81  | 62-76   |

| Coppa dei Campioni 1964-1965 |
| ---------------------------- |
| Real Madrid 2º titolo        |

## Formazione vincitrice
| N° | Naz.                   | Ruolo | Sportivo           |  | Alt. |  |
| -- | ---------------------- | ----- | ------------------ |  | ---- |  |
| 4  | Spagna (bandiera)      | A     | Miguel González    |  |      |  |
| 5  | Spagna (bandiera)      | A     | José Ramón Durand  |  |      |  |
| 6  | Spagna (bandiera)      | P     | Julio Descartín    |  |      |  |
| 7  | Spagna (bandiera)      | G     | Lolo Sainz         |  |      |  |
| 8  | Spagna (bandiera)      | A     | Fernando Modrego   |  |      |  |
| 9  | Spagna (bandiera)      | P     | Jorge García       |  |      |  |
| 10 | Spagna (bandiera)      | AP    | Emiliano Rodríguez |  |      |  |
| 11 | Spagna (bandiera)      | P     | Carlos Sevillano   |  |      |  |
| 12 | Stati Uniti (bandiera) | C     | Jim Scott          |  |      |  |
| 13 | Stati Uniti (bandiera) | C     | Clifford Luyk      |  |      |  |
| 14 | Stati Uniti (bandiera) | C     | Bob Burgess        |  |      |  |
| 15 | Spagna (bandiera)      | C     | Moncho Monsalve    |  |      |  |
|    | Spagna (bandiera)      | All.  | Pedro Ferrándiz    |  |      |  |